# Tabebuia heterophylla
El roble blanco o peral de la Martinica (Tabebuia heterophylla) es una especie de fanerógama de la familia Bignoniaceae.

## Descripción
Árbol caducifolio de copa angosta de hasta 18 m de alto con tronco erecto y corteza gris a  marrón, áspera y ranurada. Se reconoce por las hojas palmadas en grupos de hasta 5 folíolos de forma elíptica y desiguales en tamaño. Las vistosas flores rosadas tubulares de 5 lóbulos sobresalen sobre la copa del árbol. Produce una vaina de semillas cilíndrica de color marrón oscuro que permanece durante todo el año. Florece en primavera y ocasionalmente durante todo el año.

## Distribución y hábitat
Nativo de la Antillas Menores muy común en todo Puerto Rico excepto en áreas altas del Yunque y la Cordillera Central.

## Importancia económica y cultural

### Usos
La madera áspera, fuerte, y moderadamente dura y pesada, pule bien y es buena para trabajos de tornería. Es una madera importante en la construcción que al presente se usa más para postes. Se siembra por su madera, ornamento y sombra. Es abundante en áreas urbanas frente a residencias en el Caribe.